# BMW M5
La sigla M5 identifica le versioni sportive delle berline (e, in qualche caso, station wagon) della BMW Serie 5.

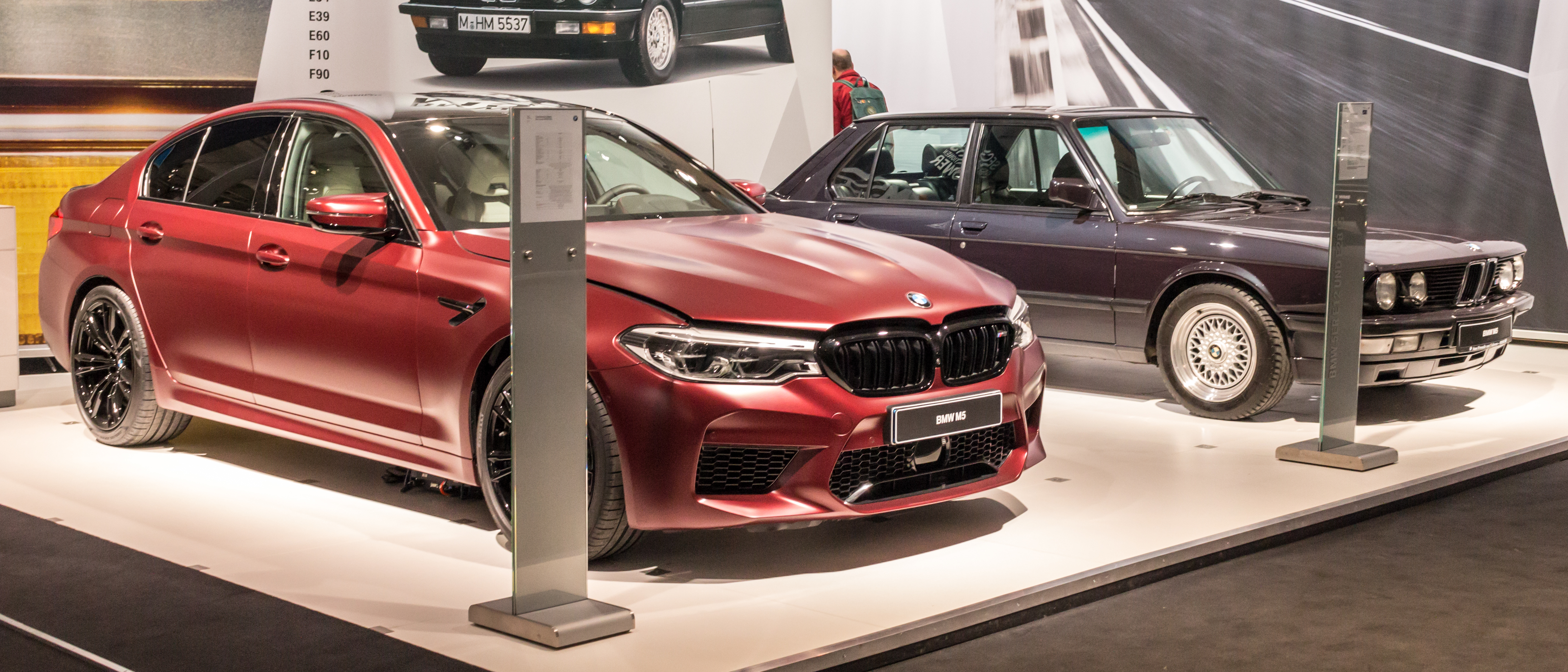
Da destra verso sinistra, la prima e l'ultima generazione della M5

## Le origini
Le origini di una serie di berline sportive come quella della M5 sono da ricercare nei primi anni settanta, quando non poche erano le case automobilistiche che cominciavano a proporre versioni spinte derivate dalle loro tranquille berline più o meno alte come segmento di mercato. La stessa BMW, già nel 1973 aveva proposto la 2002 Turbo come variante sportiva delle BMW della Serie 02. Ma anche la Mercedes-Benz, da rivale della casa bavarese, aveva cominciato il suo sodalizio con la AMG.
Dopo i primi successi in tale campo con la 2002 Turbo, sebbene penalizzati dalla crisi petrolifera di quel periodo, la BMW cominciò a pensare ad un possibile analogo sviluppo sulle berline della Serie 5, in listino da pochi anni.
Ancora una volta ci si avvalse della collaborazione del reparto sportivo della Casa, vale a dire della Motorsport: il risultato arrivò nel 1979, quando la Casa presentò al Salone di Francoforte la M535i, ossia una Serie 5 E12 equipaggiata dal 3,5 litri mutuato dalle 635i e 735i. Si trattava di un 6 cilindri 12 valvole di 3430 cm³ a iniezione da 218 CV. Di questa vettura furono prodotti 1410 esemplari più altri 240 assemblati in Sudafrica. Ma ancora non si poteva parlare di vera e propria M5, poiché, nonostante le indubbie doti sportive e prestazionali, tra l'altro difficili da trovare all'epoca su altre berline, mancava ancora di quello spirito sportivo che avrebbe caratterizzato le future M5.
Della prima M535i fu proposta nel 1984 anche una versione basata sulla Serie 5 E28 e caratterizzata da un più deciso intervento a livello estetico, consistente in nuovi cerchi in lega, fendinebbia, minigonne in tinta e piccolo spoiler posteriore.

## M5 E28 (1984-1988)
La prima serie di M5 venne introdotta nel 1984 al Salone di Amsterdam, andando ad affiancare alla M535i, rispetto alla quale si caratterizzava per la soluzione "meno apparenza e più sostanza". 

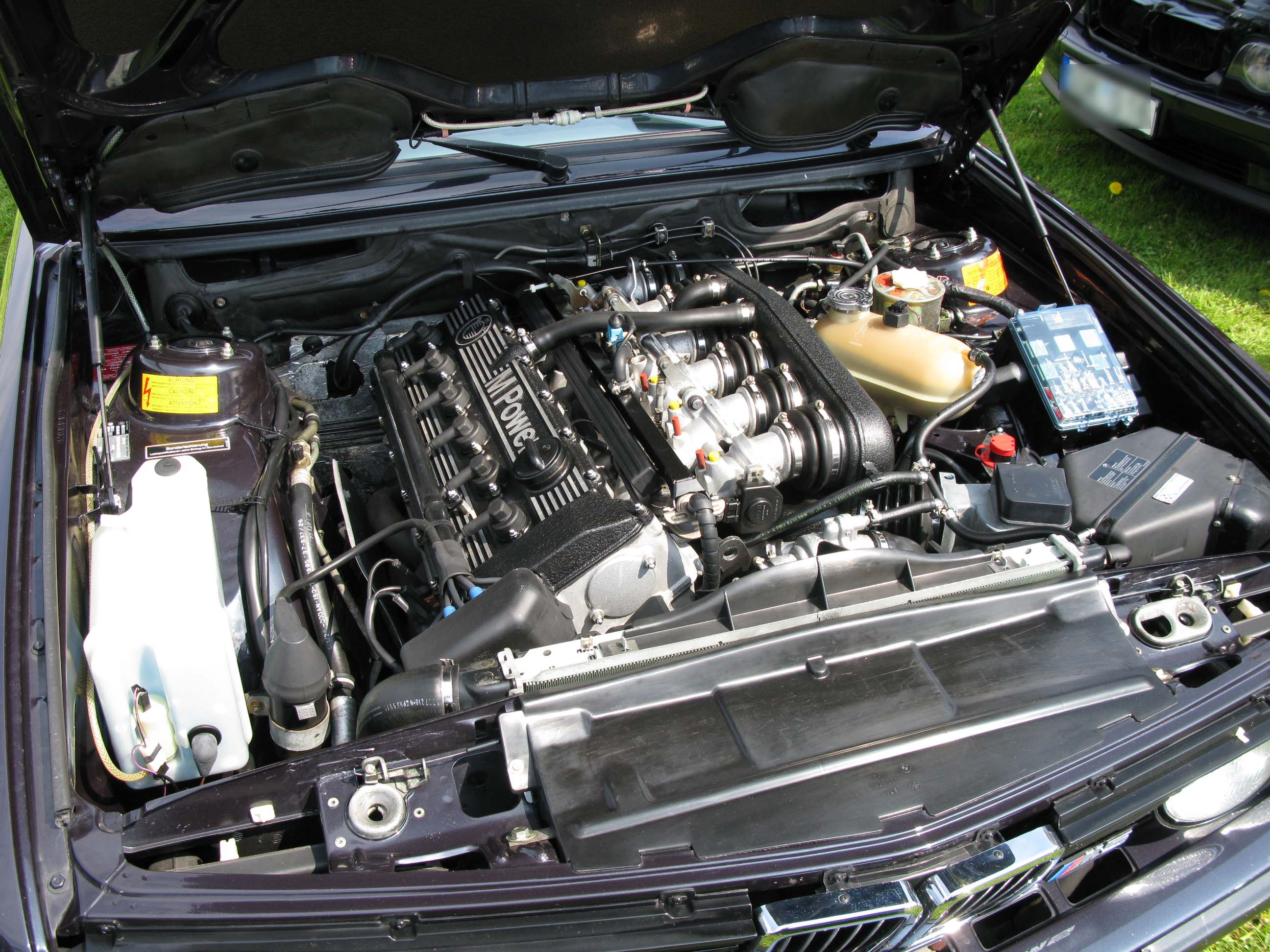
Motore

Infatti, mentre la M535i montava lo stesso motore della 735i da 218 CV ed una carrozzeria molto sportiva (spoiler, bandelle, cerchi in lega, alettone), la M5 abbinava un aspetto molto sobrio (lo stesso, assetto e cerchi a parte, di una qualsiasi 520i) al motore BMW M88/3 a 24 valvole di 3453 cm³ della M635CSi, capace di 286 CV a 6500 giri/min. Tale motore, sistemato in posizione anteriore longitudinale, proponeva la distribuzione con doppio albero a camme in testa a 4 valvole per cilindro comandato da catena. La coppia massima era di 340 N·m a 4500 giri/min. L'alimentazione era affidata ad un sistema a iniezione elettronica multipoint indiretta Bosch Motronic. Le auto vendute negli Stati Uniti e in Canada utilizzavano una versione depotenziata della M88/3 chiamata S38B35, che era dotata di un convertitore catalitico e aveva una potenza di 191 kW (256 CV).
La trasmissione fu anch'essa oggetto di rivisitazioni, consistenti principalmente nell'adozione di un differenziale autobloccante al 25%. Adeguati alle prestazioni anche l'assetto e i freni, a 4 dischi (anteriori autoventilanti) con ABS.
Le prestazioni della M5 E28 si potevano riassumere sostanzialmente in due dati, ossia una velocità massima di 245 km/h e un'accelerazione da 0 a 100 km/h in 6"5. La M535i si fermava invece a 220 km/h e scattava da 0 a 100 km/h in 7"5.
La M5 E28 venne prodotta fino al 1988 in 2241 esemplari, molti meno dei 9483 esemplari in cui fu prodotta la M535i. Ciò avvenne principalmente per tre motivi: il prezzo di listino molto più alto, la minor aggressività estetica e il fatto che la M535i, nonostante le minori prestazioni, esercitasse una sorta di concorrenza interna. La M5 fu comunque la capostipite dell'intera serie di M5 che da lì in avanti si sarebbero succedute.

## M5 E34 (1988-1995)
La successiva evoluzione della Serie 5 fu presentata al Salone di Parigi del 1988, ma il lancio avvenne nel giugno del 1989.

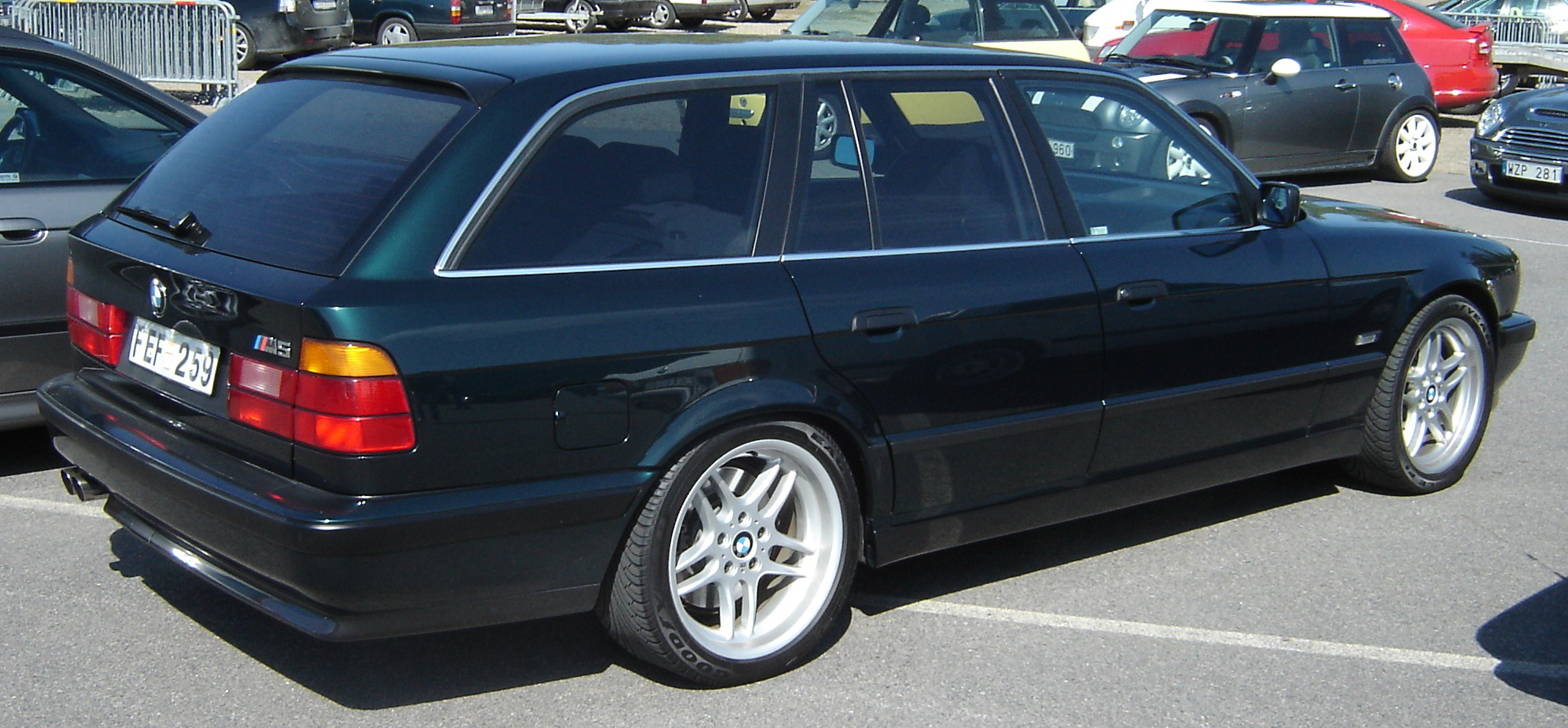
M5 Touring

Realizzata sulla base della contemporanea 535i, la M5 E34, condivideva con quest'ultima il motore 6 cilindri da 3535 cm³, che in questo caso fu portato a 315 CV di potenza massima a 6900 giri/min e 360 Nm di coppia a 4750 giri/min, sempre con distribuzione con doppio albero a camme in testa con 24 valvole. A differenza della serie precedente, pur essendo un'auto complessivamente sobria rispetto alle prestazioni fornite, la M5 E34 era facilmente riconoscibile dalle altre Serie 5, per via dei cerchi sportivi da 17", dell'assetto sportivo e dei paraurti con spoiler e prese d'aria. Sofisticata l'elettronica di bordo con ABS di serie. Inedite sono anche le sospensioni autolivellanti EDC regolabili con un apposito tasto su due posizioni, comfort e sport, dall'interno (pacchetto Nurburgring) studiate appositamente per mantenere ottimale l'assetto anche in condizioni di pieno carico. Ne consegue una guida più precisa, specialmente in curva.
Per quanto riguarda la trasmissione, viene mantenuta la soluzione del differenziale autobloccante al 25%. Le prestazioni della M5 E34 erano notevoli, più di quelle della versione derivata dalla E28: la velocità massima era autolimitata elettronicamente a 250 km/h e l'accelerazione da 0 a 100 km/h avveniva in 6"2. In opzione era disponibile in pacchetto di accessori chiamato "assetto Nurburgring" che forniva alla vettura un assetto e ciclistica più sportiva.
In occasione del restyling della Serie 5 E34 occorso nel 1992, la M5 beneficiò di un incremento di cilindrata a 3795 cm³ (la potenza toccò i 340 CV a 6900 giri/mini con una coppia di 400 Nm disponibili 4750 giri/min); fecero eccezione il Nord America e il Sudafrica, che continuarono ad adottare il motore da 3,6 litri a causa delle leggi e normative sulle emissioni. Le modifiche al motore includevano un aumento di alesaggio e corsa a 94,6 x 90 mm con un rapporto di compressione 10 a 1, nuovo sistema di accensione che al posto della bobina a calotta con distributore era dotato di una bobina per ciascun cilindro per un totale di sei. Il volano era del tipo bimassa al posto del singolo impiegato sulla versione da 3,6 litri per avere un'erogazione più fluida a scapito della risposta all'acceleratore. Il sistema di sospensione autolivellante (SLS), che manteneva l'altezza della vettura costante nella parte posteriore, è stato sostituito con il sistema Electronic Damper Control (EDCIII+), un sistema a controllo elettronico e idraulico che poteva essere impostato su due livelli "P" comfort e una più sportiva "S".
Per l'occasione, la M5 fu proposta per la prima volta sia con carrozzeria berlina che station wagon (Touring). Identiche le prestazioni in termini di velocità massima, poiché in ogni caso era autolimitata a 250 km/h, ma i 100 km/h si raggiungevano da fermo in soli 5"9. Leggermente meno brillante era la M5 Touring, per via del peso superiore, ma in ogni caso l'accelerazione peggiorava di appena un centesimo. Nel 1994 venne introdotto un nuovo cambio manuale Getrag 420G a 6 marce, che era dotato di una marcia in più.
Della vettura vennero realizzate varie edizioni limitate tra cui la Cecotto Edition e la Winkelhock Edition nel 1991, la 20 Jahre Motorsport Edition nel 1992 e la UK Limited Edition nel 1995.
Le M5 E34 uscirono di listino nel 1995: ne furono prodotti 3910 esemplari in totale, di cui 3019 berline e 891 station wagon.
La vettura venne impiegata anche in ambito sportivo, venne schierata in Australia alla 12 ore di Bathurst nel 1992, piazzandosi 2ª assoluta e 1ª nella sua classe, con alla guida l'ex campione di F1 Alan Jones, Neville Crichton e Tony Longhurst.

## M5 E39 (1998-2003)
Anche l'edizione E39 della Serie 5 ebbe, nel 1998, la sua sportiva M5.

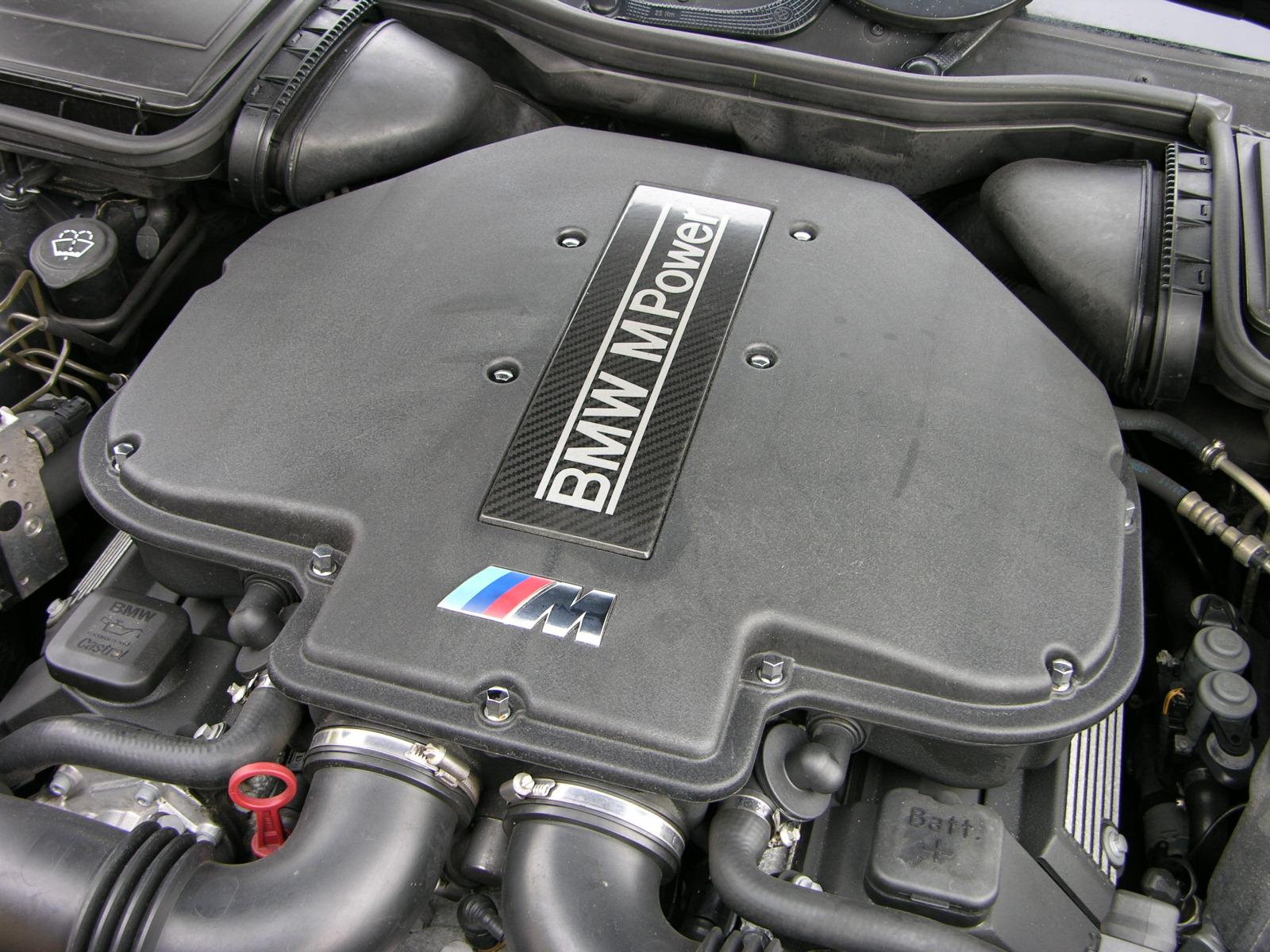
Motore V8

Rispetto alle precedenti edizioni, la M5 E39 si discostava un po' dalla classica sobrietà delle precedenti M5, pur senza dimostrarsi pesante o pacchiana, ma al contrario sperimentando con successo la fusione tra sportività ed eleganza. Per la prima volta, si abbandonava l'architettura a 6 cilindri in linea in favore di un motore V8, che adottava singoli corpi farfallati per ogni cilindro azionati elettronicamente per un totale di 8, monoblocco e testate in alluminio, fasatura variabile delle valvole (doppio VANOS) e un sistema di lubrificazione a carter semisecco. La trasmissione era affidata ad un manuale a sei marce Getrag 420G, già utilizzato nella E39 540i ma con una frizione rinforzata a causa della maggiore coppia. Il differenziale era del tipo a slittamento limitato con bloccaggio massimo del 25%.
Tale motore BMW S62 fu realizzato prendendo come base quello della 540i da 4,4 litri, al quale venne montata una testata a 4 alberi a camme (due per bancata) con quattro valvole per cilindro e incrementata la cilindrata a 4941 cm³. Con una potenza di 400 CV erogata a 6600 giri/min e con 500 Nm disponibili a 3800 giri/min (ottenuta anche grazie alla doppia fasatura variabile Vanos) la M5 E39 era una gran turismo travestita da berlina (non venne proposta in versione Touring). La caratterizzazione sportiva prevedeva paraurti con spoiler e prese d'aria, cerchi in lega sportivi da 18" a canale rovesciato e assetto ribassato, mentre in coda quattro scarichi rivelavano il carattere sportivo di questa berlina.
La M5 E39 utilizzava sospensioni anteriori McPherson realizzate in alluminio e per la prima volta un retrotreno del tipo multi-link. Tuttavia rispetto alle altre serie 5, il reparto Motorsport aveva apportato diverse modifiche, tra cui molle con altezza ridotta di 23 mm (0,9 pollici), un ammortizzatore specifico, barre antirollio anteriori e posteriori più spesse, molle ausiliarie in poliuretano e snodi sferici in acciaio.
Sebbene le E39 a sei cilindri utilizzassero lo sterzo a pignone e cremagliera, l'M5 (e gli altri modelli V8) mantenne il sistema di sterzo a ricircolo di sfere, come utilizzato anche sulle precedenti generazioni della M5. È stato utilizzato un rapporto di sterzo di 14,7, rispetto al 17,9 degli altri modelli V8. Presentava un servosterzo Servotronic sensibile alla velocità che poteva essere settato su due livelli di carico tramite il pulsante Sport montato sulla console. Il pulsante Sport regolava anche le farfalle elettroniche per rendere l'acceleratore più sensibile.
I dischi dei freni "flottanti", all'anteriore avevano un diametro di 345 mm al posteriori di 328 mm. I cerchi calzavano pneumatici 245/40 R18 all'avantreno e 275/35 R18 al retrotreno.
Con la M5 E39, furono introdotte diverse novità elettroniche, come il sistema di regimazione termica, le farfalle controllate elettronicamente dal guidatore ed il DSC (Drive Stability Control, un sistema di controllo della stabilità).
Rispetto alla serie precedente le prestazioni incrementarono: la M5 E39 accelerava da 0 a 100 km/h in 5"3, mentre com'era ormai consuetudine presso la maggior parte delle vetture tedesche di prestigio, la velocità massima era autolimitata a 250 km/h.
Lussuosi gli interni in pelle con inserti in radica, ma l'equipaggiamento poteva essere arricchito a richiesta con l'aggiunta della radio con lettore CD, il telefono, il navigatore satellitare e persino la TV, un equipaggiamento considerato all'epoca tra i più completi al mondo.
Subì, insieme alle altre Serie 5 E39, un restyling nel settembre 2000 che introdussero in modo simile alle altre versioni nuovi fari anteriori posteriori e aggiornamenti agli interni senza variazioni tecniche sostanziali e uscì di listino nel 2003.

## M5 E60 (2004-2010)
Presentata prima al salone di Ginevra del 2004 sotto forma di concept car per poi debuttare in veste definitiva al salone di Parigi e lanciata sul mercato nell'autunno dello stesso anno, la M5 E60 è derivata dalla Serie 5 E60.
Riconoscibile per i paraurti maggiorati con spoiler e prese d'aria, per i grossi cerchi in lega da 19", per i 4 scarichi posteriori e per le griglie laterali cromate, la M5 E60 è spinta dal motore S85, un V10 di 4999 cm³ con angolo tra le bancate di 90° dotato di una raffinata gestione elettronica e del dispositivo Doppio Vanos con 10 corpi farfallati (uno per ogni cilindro) in grado di sviluppare una potenza massima di 507 CV a 7750 giri/min e una coppia motrice di 520 Nm erogati a 6100 giri/min, con il limitatore fissato a 8250 giri/min. Dispone di basamento e di testate realizzati in lega di alluminio, tale motore è anche frutto delle esperienze della BMW in Formula 1 ed è di complessa realizzazione e funzionamento, fra cui la lubrificazione affidata a quattro pompe olio. Questo è stato a suo tempo uno dei migliori motori per soluzioni tecniche, vincendo per tre volte di fila il premio di miglior motore dell'anno. Si tratta inoltre del primo V10 montato su una BMW di serie. Poco tempo dopo, anche la M6 avrebbe beneficiato di tale propulsore.

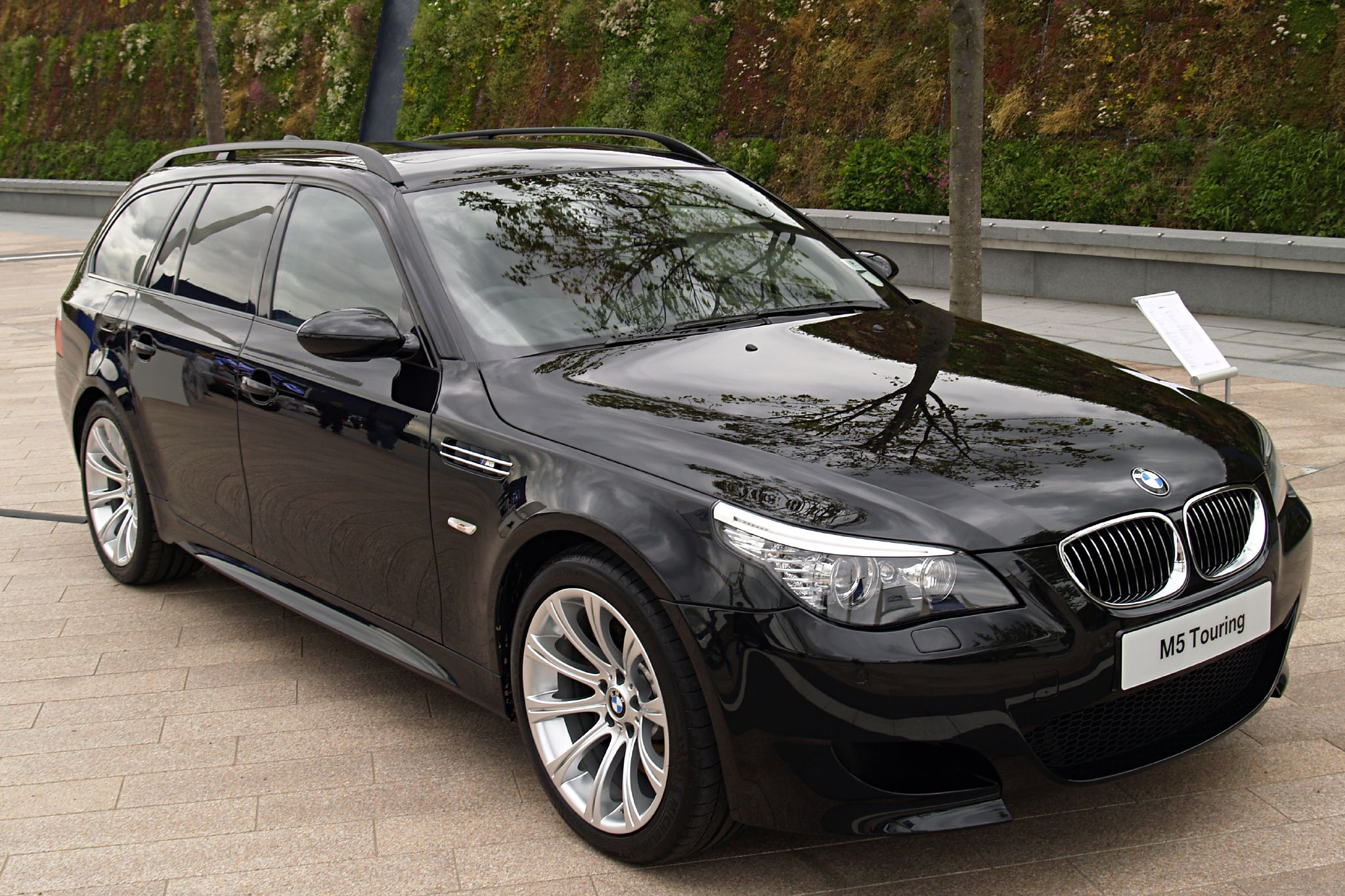
Una M5 E61 (Touring)

Il cambio è sequenziale robotizzato a 7 rapporti (denominato SMG 7), ma la trasmissione può essere mutata da automatica a manuale. Inoltre, si può decidere tra 5 diversi regolazioni che vanno dalla secca cambiata sportiva alla più dolce cambiata da grand-routiére. Inoltre per il mercato nordamericano, nell'ottobre 2006 è stata resa disponibile l'opzione di una trasmissione manuale a sei marce.
Oltre allo sterzo attivo (ASC, ovvero Active Steering Control), la M5 E60 dispone di launch control, di una gestione elettronica del motore che gli consente di funzionare anche in configurazione con potenza "limitata" a 400 CV, quando non sono necessari tutti i 507 CV disponibili e di un vero e proprio programma di controllo dinamico, selezionabile attraverso il sistema i-Drive, che consente di gestire la taratura delle sospensioni in alluminio (a gestione elettronica), la risposta dell'acceleratore (pure elettronico), la rapidità del cambio, la reattività dello sterzo e la soglia d'intervento dei vari sistemi di controllo dinamico come l'ESP e l'antipattinamento.
Il DSC è inoltre disattivabile, mentre quando è inserito può funzionare in due livelli di sicurezza.
Come già accennato, sono disponibili tre modalità di funzionamento del motore selezionabili dal conducente: P400, P500 e P500 S. La prima modalità che è quella predefinita, limita la potenza del motore a 400 CV, la seconda ne aumenta la potenza fino a 500 CV e l'ultima modalità porta il motore alla potenza massima incrementando anche la sensibilità di risposta dell'acceleratore.
Ulteriormente accentuate sono le prestazioni: la M5 E60 copre l'accelerazione da 0 a 100 km/h in 4"5 secondi, mentre la velocità massima rimane limitata a 250 km/h.
Dal 2007 la M5 è di nuovo disponibile anche in versione station wagon Touring con la denominazione di E61. La M5 ha continuato ad essere prodotta in queste due configurazioni fino al marzo del 2010, quando la berlina è stata tolta di produzione in concomitanza con il lancio della nuova Serie 5, la F10. La versione Touring continua ad essere prodotta fino alla metà dello stesso anno.

## M5 F10 (2011-2017)
Nel settembre del 2011 al Salone di Francoforte è stata presentata la quinta generazione della M5, basata sulla berlina BMW F10. Anticipata già nel mese di aprile al Salone di Shanghai dalla concept omonima (pressoché definitiva), la nuova M5 risulta molto più moderna dal punto di vista dei contenuti. Tecnicamente sono presenti novità, la più evidente delle quali sta nel nuovo propulsore V8 siglato S63 a ciclo Otto da 4,4 litri biturbo in grado di erogare una potenza massima di 560 CV tra 6000 e 7000 giri/min, con un picco di coppia motrice di 680 Nm pressoché costanti tra 1500 e 5750 giri/min. Perciò, la quinta generazione della M5 è anche la prima M5 con motore sovralimentato. L'altra novità si ha nel comparto trasmissione, poiché viene abbandonato il precedente cambio Getrag automatico-sequenziale SMG a 7 rapporti, in favore di un più moderno cambio a doppia frizione, sempre a 7 rapporti. Negli Stati Uniti era disponibile anche un tradizionale cambio manuale a 6 marce.
Sia il motore che il cambio sono programmabili dal conducente dal punto di vista della risposta al pedale e della logica di cambiata, ma non solo: anche il sistema Dynamic Damper Control (presente su molti modelli della normale gamma F10), lo sterzo M Servotronic ed il DSC sono gestibili dal conducente.
Le prestazioni migliorano ulteriormente: l'accelerazione da 0 a 100 km/h richiede 4"4; come da tradizione, la velocità massima di questa M5 è autolimitata a 250 km/h, ma se provvista del pacchetto M Driver's Package, il limitatore viene spostato a 305 km/h. La M5 possiede anche tutta una serie di soluzioni atte a contenere consumi ed emissioni, possiede il sistema Start & Stop ed il sistema di recupero dell'energia cinetica in frenata. Questi dispositivi consentono di ridurre i consumi di circa il 30%, stando alle dichiarazioni della casa di Monaco.
Esternamente la M5 è chiaramente riconoscibile dalla marcata caratterizzazione sportiva, sottolineata dalle prese d'aria anteriori e dai terminali di scarico posteriori. La fiancata assume una connotazione grintosa grazie ai grossi cerchi in lega da 19 pollici (ma in alternativa è possibile optare per dei cerchi da 20 pollici che sono dotati di pneumatici Michelin Pilot Super Sport 265/35/20 anteriori e 295/30/20 posteriori). I freni hanno pinze anteriori a 6 pistoncini, con i carboceramica disponibili come optional.
Nel 2014 è stato introdotto il pacchetto Competition pack, che aumenta la potenza massima del motore a 423 kW (575 CV) e introduce una configurazione delle sospensioni rivista (nuove boccole, molle, ammortizzatori, barre antirollio) che abbassa l'auto di 10 mm. Nel 2015 la potenza è stata aumentata a 441 kW (600 CV) e 700 Nm.

### BMW M5 30 Jahre

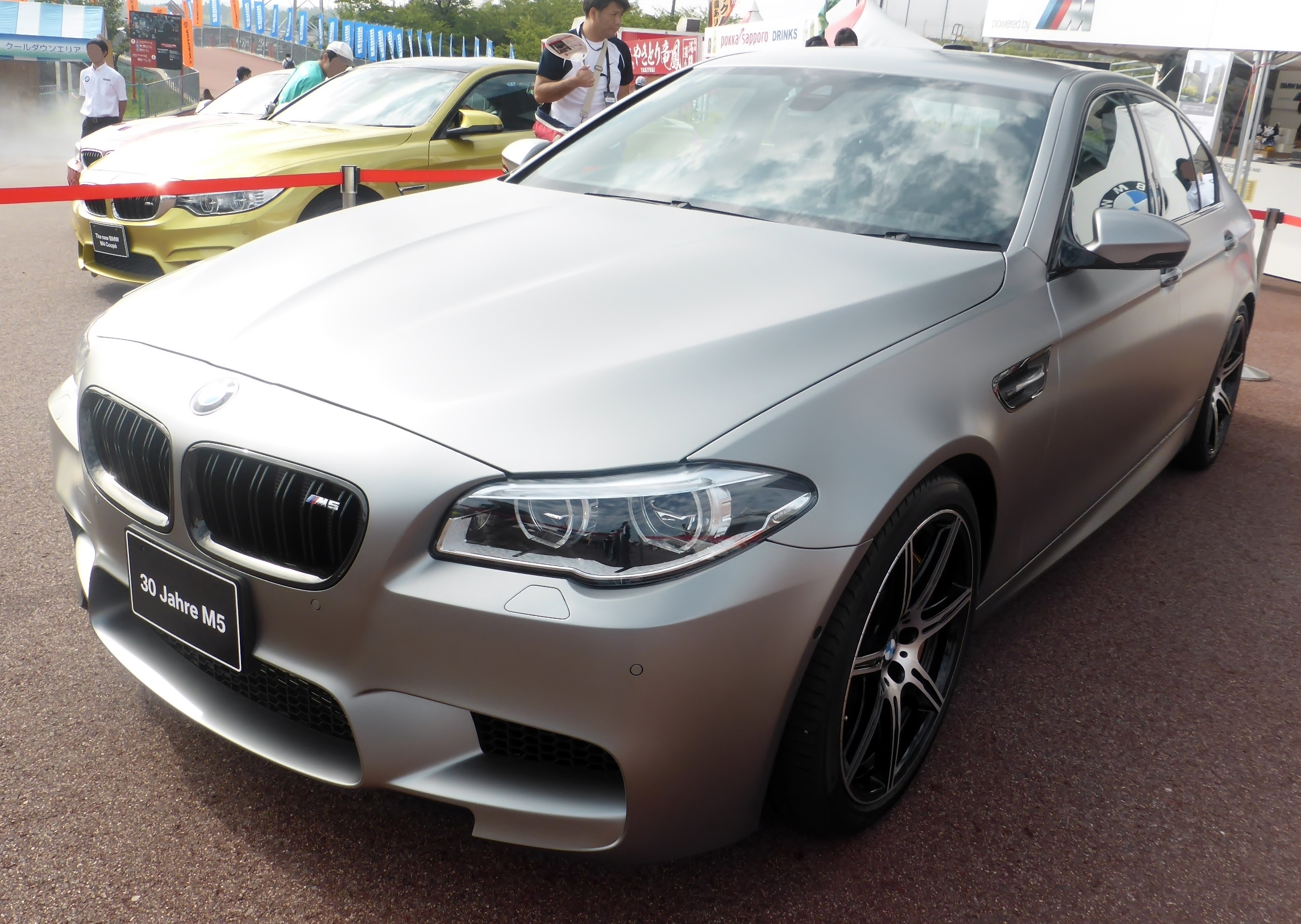
BMW M5 30 Jahre

Nel 2014, per commemorare il 30º anniversario dalla costruzione della prima serie della M5, la BMW ha deciso la realizzazione di una versione speciale limitata a trecento esemplari, denominata M5 30 Jahre. Il propulsore V8 4,4 litri TwinPower Turbo è stato potenziato di 40 CV e 20 Nm rispetto alla versione base, raggiungendo così i 600 CV di potenza e una coppia di 700 Nm. Ciò permette alla vettura di accelerare da 0 a 100 km/h in 3,9 secondi. Il telaio e le sospensioni sono stati irrigiditi per migliorare la maneggevolezza del mezzo. Per lo stesso scopo è stato inserito un differenziale sportivo modello Active M. I cerchi di serie sono stati sostituiti con delle versioni in lega leggera da 20 pollici in colorazione diamantata bicolore che calzano pneumatici dalle misure anteriori e posteriori rispettivamente di 265/35 e 295/30 per contenere il peso del mezzo. Gli interni costruiti sfruttando Alcantara e inserti in pelle e vi trovavano spazio sedili regolabili elettronicamente e un nuovo impianto stereo.

### BMW M5 Competition Edition
Annunciata a metà 2016, questa versione speciale di fine produzione prodotta in 200 esemplari conserva le caratteristiche meccaniche e estetiche della M5 30 Jahre. La M5 Competition Edition è disponibile in sole due tinte di cui ognuna in 100 esemplari: un blu scuro metallizzato denominato Carbon Black, e un bianco metallizzato Mineral White. All'interno vi è una targhetta con la numerazione degli esemplari prodotti e finiture in fibra di carbonio.

## M5 F90 (2018-2023)
La sesta serie della M5 è stata presentata il 21 agosto 2017 durante il Gamescom, per poi essere commercializzata dal 2018.
La vettura riprende i canoni stilistici introdotti con la settima generazione della BMW serie 5. Per la prima volta la M5 adotta un sistema di trazione integrale denominato M xDrive, che dispone di tre modalità di guida: 4WD permanente, 4WD sport (che distribuisce più coppia alle ruote posteriore) e la modalità 2WD ovvero una modalità di guida che disaccoppia le ruote anteriori, lasciando tutta la trazione al retrotreno. Il motore siglato S63 è un'evoluzione dell'unità montata sulla precedente serie: si tratta di un V8 biturbo di 4.4 litri capace di 600 CV erogati tra i 5600–6700 giri/min e 750 Nm di coppia massima tra 1800–5600 giri/min. Il cambio è uno ZF automatico a convertitore di coppia ad otto rapporti, che sostituisce il doppia frizione della precedente generazione. Nonostante il sistema di trazione integrale la vettura ferma l'ago della bilancia a 1930 kg, riuscendo quindi ad essere più leggera di circa 40 kg rispetto alla generazione precedente.
La M5 F90 accelera da 0 a 100 km/h in 3,4 secondi e da 0 a 200 km/h a 11,8 secondi, mentre la velocità massima è limitata a 250 km/h. È disponibile il pacchetto M Driver’s Package che elimina il limitatore di velocità, facendo sì che si possa arrivare a 305 km/h. Altre caratteristiche che hanno permesso il contenimento del peso, sono la realizzazione di alcune componenti della carrozzeria come cofano e parafanghi in alluminio e del tettuccio in fibra di carbonio; inoltre 
come optional è disponibile un impianto carboceramico più leggero di 23 kg rispetto a quello di serie.

### M5 Competition

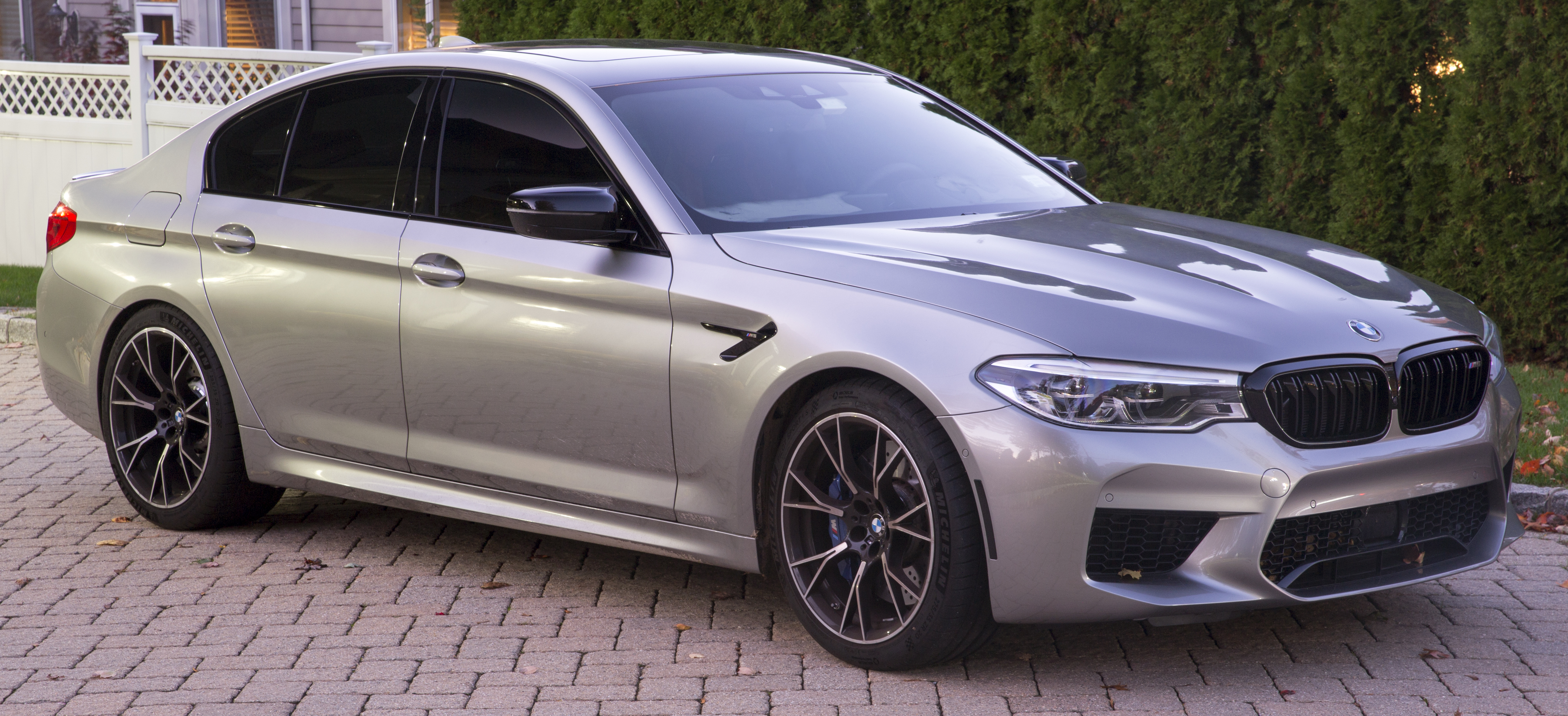
M5 Competition

A partire dal mese di luglio del 2018 (ma già ordinabile dal mese prima), viene introdotta una versione più potente denominata M5 Competition, nella quale il motore viene portato a 625 CV di potenza massima a 6000 giri/min e un assetto rivisto.
La M5 Competition è dotata di un nuovo sistema di scarico, che integra tra l'altro un filtro antiparticolato, che è stato modificato di conseguenza proprio per compensare la perdita di sound a causa del suddetto filtro, con dei nuovi silenziatori anteriori modificati. A livello di assetto ci sono nuovi supporti motore irrigiditi, un abbassamento di sette millimetri della vettura ottenuto mediante nuove molle più rigide del dieci percento e ammortizzatori con nuove valvole. I bracci trasversali delle sospensioni anteriori sono stati modificati con un aumento dell'angolo di camber, mentre i tiranti posteriori sono dotati di nuovi cuscinetti a sfera anziché di gomma. A livello motoristico la coppia massima di 750 Nm rimane invariata ma viene erogata da 1800 giri fino a 5800, con 200 giri in più di range d'utilizzo.
Di conseguenza lo 0 a 100 km/h scende di 0,1 secondi da 3,4 a 3,3 secondi, ma con il consumo che aumenta arrivando a 10,8 litri/100 km, cioè in media 0,3 litri in più rispetto alla versione normale; migliora inoltre di 0,3 secondi anche lo 0 a 200 km/h, che si attesta su 10,8 secondi.

### Restyling 2020

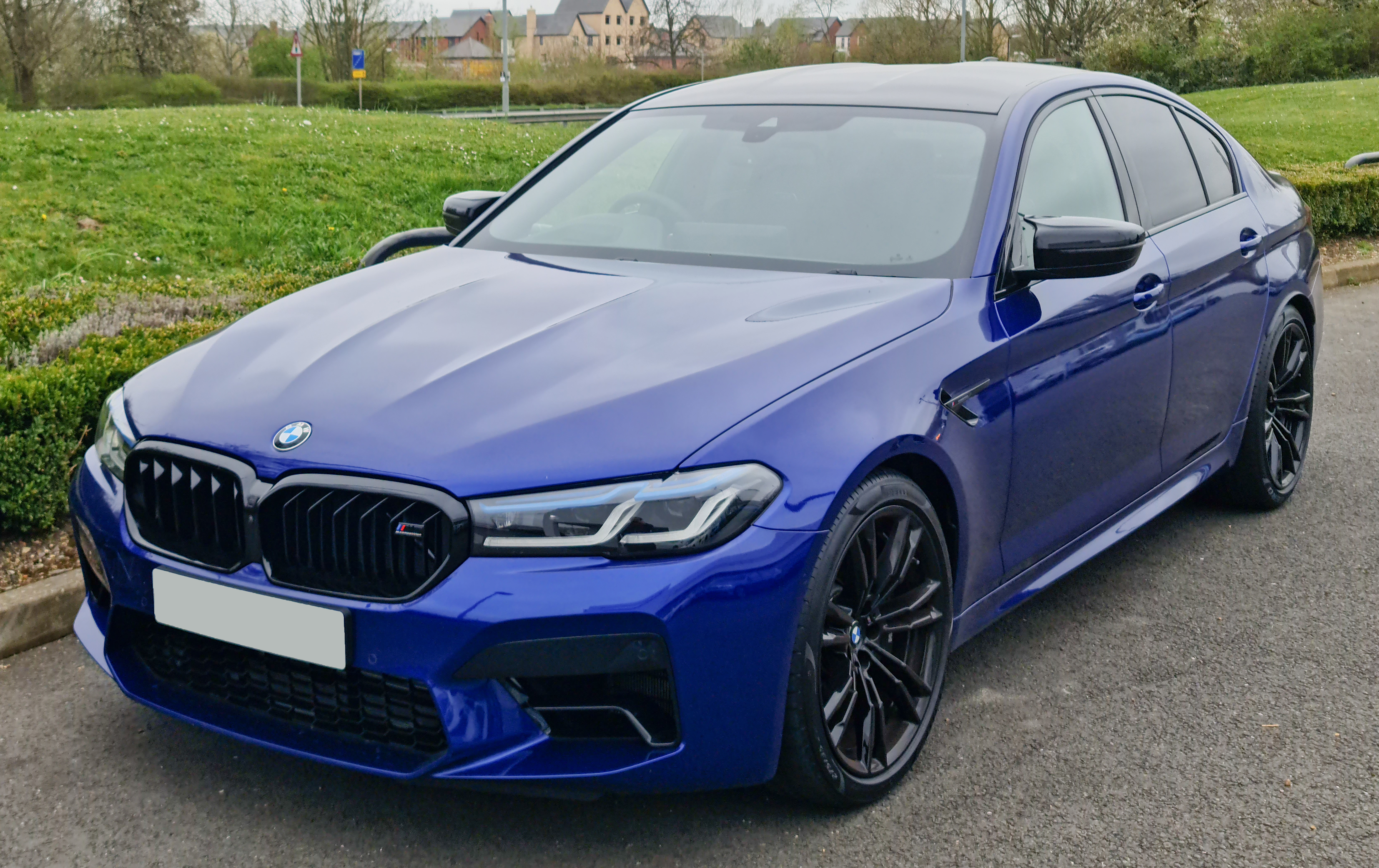
M5 Restyling

Nel giugno del 2020 viene presentato il restyling della M5, che riprende molti elementi introdotti con il restyling delle versioni normali, introducendo una calandra leggermente più larga e squadrata, frontale con la parte bassa del paraurti anteriore ridisegnata, una nuova grafica delle luci posteriori e delle luci diurne anteriori, ora dalla forma a L rovesciata. Alcune migliorie si sono avute anche sul piano tecnico, con la versione Competition che riceve nuovi ammortizzatori più performanti ed un assetto ottimizzato in funzione di una maggior maneggevolezza. C'è anche una nuova modalità "Track" che, se abilitata, disattiva tutti gli aiuti alla guida e il sistema di infotainment per concentrarsi di più sulla guida.
All'interno, c'è un nuovo display del sistema infotainment da 12,3 pollici che sostituisce il precedente da 10,25 pollici. Il sistema è stato anche aggiornato con la versione iDrive 7.0. Le nuove funzionalità per il sistema di infotainment includono la connessione wireless con Android Auto, il riconoscimento vocale e la navigazione basata sul cloud di BMW che fornisce calcoli del percorso più rapidi e informazioni sul traffico più aggiornate. All'interno sono state aggiunte due nuove opzioni di rivestimento, in pelle nera e in Alcantara beige.

### M5 CS

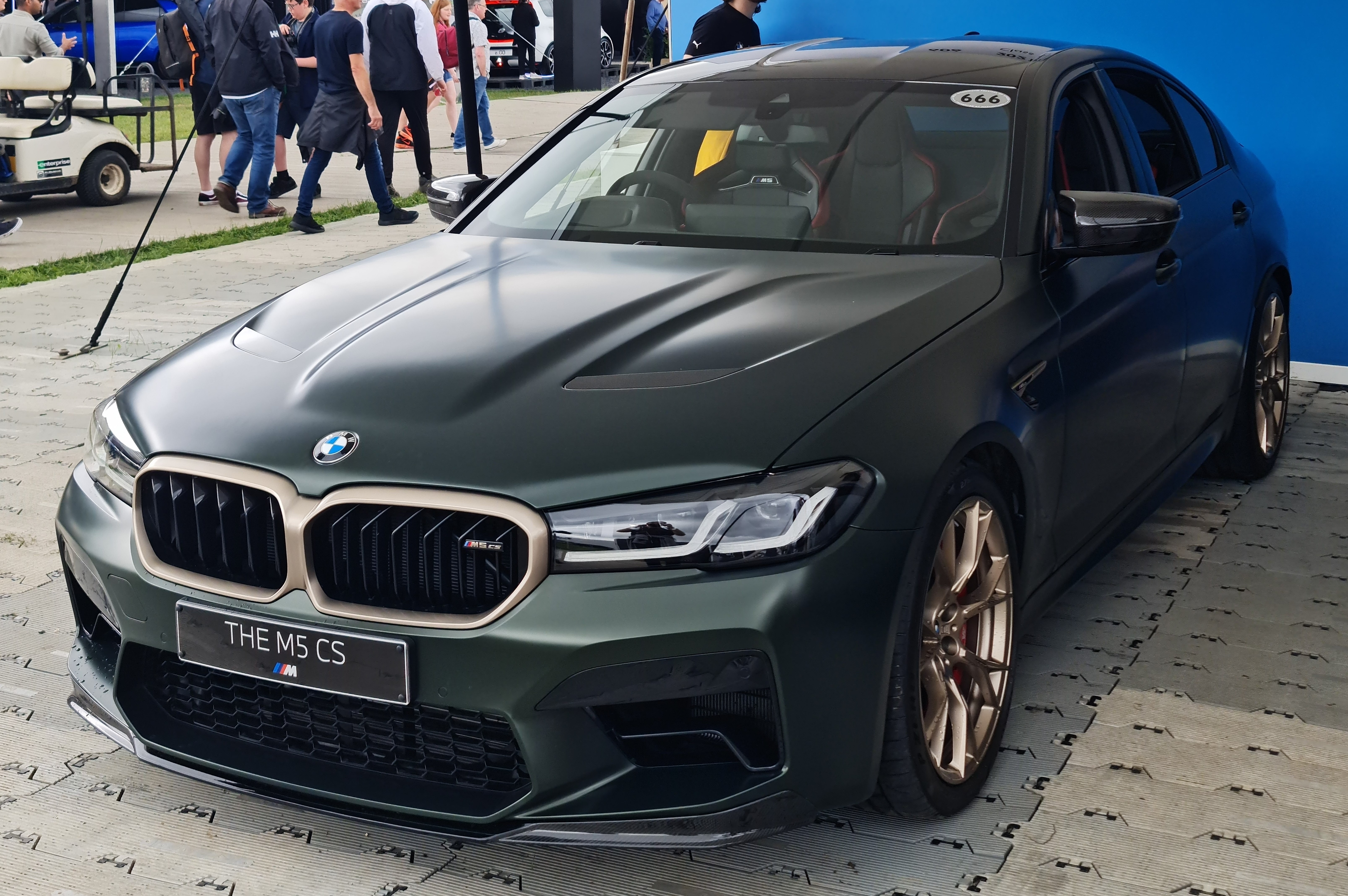
M5 CS

Nel gennaio 2021, BMW ha presentato la M5 CS (acronimo di Competition Sport), una versione alleggerita e più prestazionale rispetto alla Competition. La potenza del motore è aumenta a 467 kW (635 CV), riducendo il tempo nello 0 a 100 km/h a 3,0 secondi e nello 0-200 a 10,4 secondi. Il peso in ordine di marcia è stato ridotto di circa 116 kg fino a toccare i 1866 kg complessivi, attraverso una serie di alleggerimenti e l'utilizzo di parti in carbonio, come i sedili anteriore e una riduzione del materiale isolante e fonoassorbente. Il sistema frenante in carboceramica di serie contribuisce a limare ulteriori 23 kg. Rispetto alle altre versioni inoltre monta dei fari laser/LED che per la prima volta emettono una luce di colore giallo anziché bianco.
La produzione è terminata nel luglio 2023.

## M5 G90 (2024-)
La M5 G90, che ha debuttato il 26 giugno 2024, è basata sulla Serie 5 G60 e condivide il gruppo motopropulsore con la BMW XM. La potenza totale, che combina il motore V8 biturbo da 4,4 litri insieme ai motori elettrici, è di 535 kW (727 CV) e 1000 N⋅m di coppia. La versione station wagon è stata presentata ad agosto.
La M5 G90 è la prima berlina della BMW M ad essere spinta da un sistema ibrido plug-in, alimentato dal motore BMW S68 e da un motore elettrico abbinato a un cambio automatico ZF a convertitore di coppia a 8 marce. Il motore V8 biturbo S68 da 4,4 litri contribuisce con 430 kW (585 CV), mentre il motore elettrico eroga 145 kW (197 CV); inoltre il motore termico produce 750 N⋅m e il motore elettrico 280 N⋅m.
La G90 pesa circa 2435 kg, il che la rende circa 500 kg più pesante della precedente F90. Nonostante questo aumento di peso, la G90 M5 può coprire lo 0-100 km/h in 3,5 secondi e lo 0-200 km/h in 10,9 secondi. La velocità massima è limitata elettronicamente a 250 km/h, ma può essere aumentata a 305 km/h con l'M Driver's Pack. La BMW ha mantenuto il sistema di trazione integrale M xDrive della F90, che include una modalità funzionato con la sola trazione posteriore.
Il design esterno si caratterizza per linee squadrate con passaruota svasati e griglie a doppio rene illuminata. All'interno, la G90 offre 20 mm in più di spazio per le gambe ai passeggeri posteriori rispetto al suo predecessore, grazie ad un passo più lungo. L'interno presenta un display curvo e un sistema iDrive aggiornato che può essere controllato tramite comandi vocali coadiuvato da un sistema audio surround Bowers & Wilkins.

## Motorizzazioni
| BMW M5                      |             |                       |            |                             |                |                |            |                            |                    |              |                     |                    |                    |
| Modello                     | Carrozzeria | Motore                | Cilindrata | Alimentazione               | Potenza CV/rpm | Coppia Nm/rpm  | Trazione   | Cambio/ N°rapporti         | Massa a vuoto (kg) | Velocità max | Acceler. 0–100 km/h | Consumo (l/100 km) | Anni di produzione |
| M5 (E28)                    | Berlina     | M88/3                 | 3453       | Iniezione indiretta Bosch   | 286/6500       | 340/4500       | Posteriore | Manuale 5 marce            | 1.430              | 245          | 6"5                 | 11,3               | 1985-87            |
| M5 (E34)                    | Berlina     | S38B36                | 3535       | Iniezione indiretta Bosch   | 315/6900       | 360/4750       | Posteriore | Manuale 5 marce            | 1.670              | 250          | 6"3                 | 11,9               | 10/1988-08/1992    |
| M5 (E34)                    | Berlina     | S38B38                | 3795       | Iniezione indiretta Bosch   | 340/6900       | 400/4750       | Posteriore | Manuale 5 marce            | 1.650              | 250          | 5"9                 | 12,5               | 08/1992-08/1995    |
| M5 (E34)                    | SW          | S38B38                | 3795       | Iniezione indiretta Bosch   | 340/6900       | 400/4750       | Posteriore | Manuale 5 marce            | 1.730              | 250          | 5"9                 | 12,5               | 08/1992-08/1995    |
| M5 (E39)                    | Berlina     | S62B50                | 4941       | Iniezione indiretta Siemens | 400/6600       | 500/3800       | Posteriore | Manuale 6 marce            | 1.720              | 250          | 5"3                 | 14                 | 10/1998-06/2003    |
| M5 (E60)                    | Berlina     | S85B50                | 4999       | Iniezione indiretta Siemens | 507/7750       | 520/6100       | Posteriore | Sequenziale 7 rapporti     | 1.755              | 250          | 4"7                 | 14,8               | 09/2004-12/2009    |
| M5 Touring (E61)            | SW          | S85B50                | 4999       | Iniezione indiretta Siemens | 507/7750       | 520/6100       | Posteriore | Sequenziale 7 rapporti     | 1.880              | 250          | 4"8                 | 14,6               | 05/2007-12/2009    |
| M5 (F10)                    | Berlina     | S63B44                | 4395       | Iniezione diretta, biturbo  | 560/ 5750-6000 | 680/ 1500-5750 | Posteriore | Doppia frizione 7 rapporti | 1.770              | 250          | 4"3                 | 9,9                | 09/2011-12/2016    |
| M5 Competition (F10)        | Berlina     | S63B44                | 4395       | Iniezione diretta, biturbo  | 575/ 6000-7000 | 680/ 1500-6000 | Posteriore | Doppia frizione 7 rapporti | 1.795              | 250          | 4"2                 | 9,9                | 09/2013-12/2016    |
| M5 "30 Jahre Edition" (F10) | Berlina     | S63B44                | 4395       | Iniezione diretta, biturbo  | 600/ 6000-7000 | 700/ 1500-6000 | Posteriore | Doppia frizione 7 rapporti | 1.795              | 250          | 3"9                 | 9,9                | 05/2014-12/2016    |
| M5 xDrive (F90)             | Berlina     | S63B44                | 4395       | Iniezione diretta, biturbo  | 600/ 5600-6700 | 750/ 1800-5650 | Integrale  | Automatico 8 rapporti      | 1.865              | 250          | 3"4                 | 10,8               | 12/2017-11/2020    |
| M5 xDrive (F90)             | Berlina     | S63B44 + sistema MHEV | 4395       | Iniezione diretta, biturbo  | 600/6000       | 750/ 1800-5600 | Integrale  | Automatico 8 rapporti      | 1.895              | 250          | 3"4                 | 11,3               | dall'11/2020       |
| M5 Competition xDrive (F90) | Berlina     | S63B44                | 4395       | Iniezione diretta, biturbo  | 625/6000       | 750/ 1800-5800 | Integrale  | Automatico 8 rapporti      | 1.865/1.895        | 250          | 3"3                 | 10,7               | 07/2018-11/2020    |
| M5 Competition xDrive (F90) | Berlina     | S63B44 + sistema MHEV | 4395       | Iniezione diretta, biturbo  | 625/6000       | 750/ 1800-5860 | Integrale  | Automatico 8 rapporti      | 1.865/1.895        | 250          | 3"3                 | 11,3               | dall'11/2020       |
| M5 CS xDrive (F90)          | Berlina     | S63B44 + sistema MHEV | 4395       | Iniezione diretta, biturbo  | 635/6000       | 750/ 1600-5950 | Integrale  | Automatico 8 rapporti      | 1.825              | 305          | 3"                  | 11,3               | 03/2021-01/2022    |

## Ambito sportivo

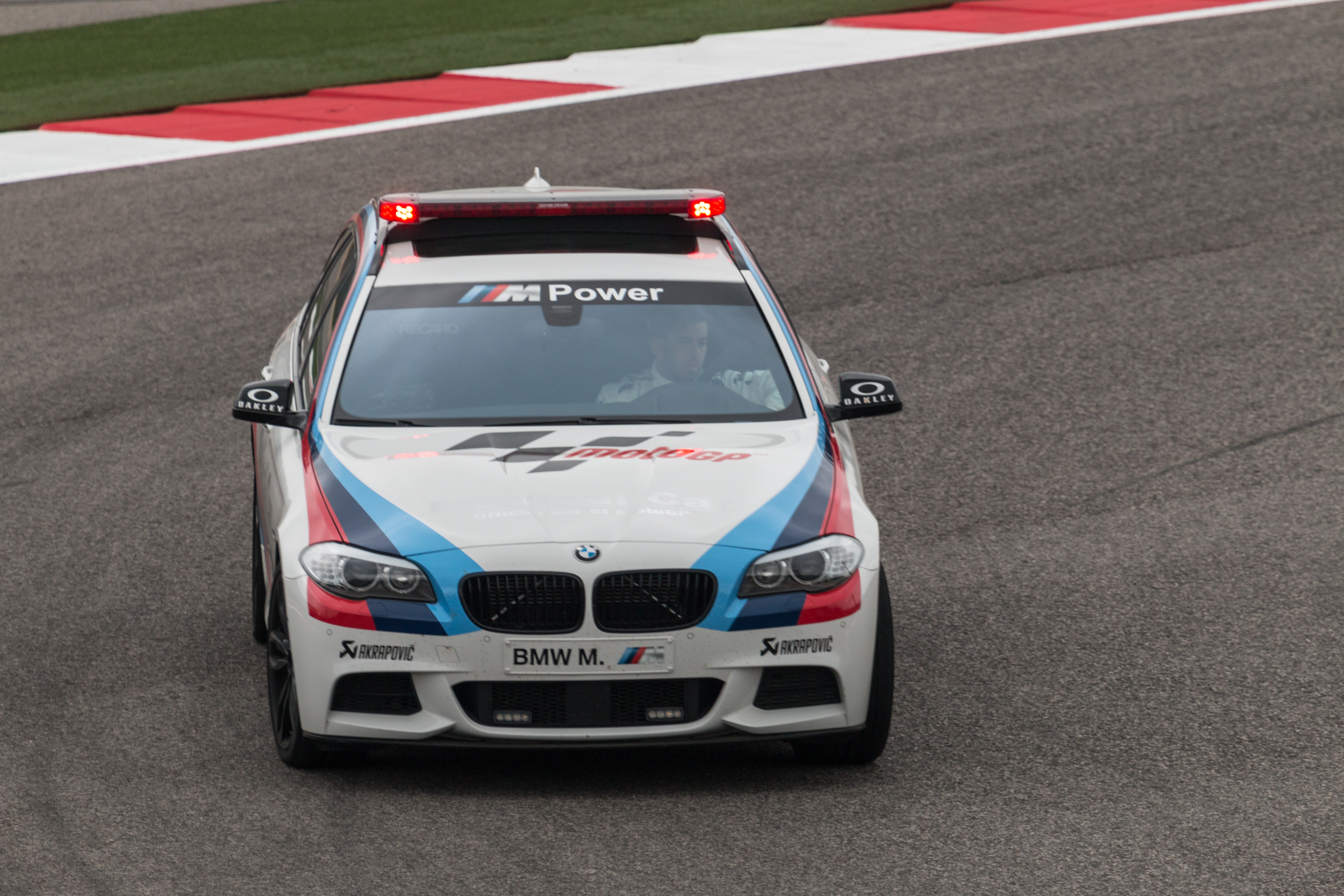
BMW M5 F10 Safety Car, in servizio nel motomondiale

L'M5 è utilizzata come safety car in eventi importanti come il Motomondiale. In realtà non viene utilizzata solo l'M5, ma vengono usati anche altri veicoli della gamma M performance come la Serie 2, la Serie 4, la Serie 6 Gran Coupé e la X5 (queste ultime due usate come medical car).